# Yên Điệu công
Yên Điệu công (chữ Hán: 燕悼公; trị vì: 535 TCN-529 TCN), là vị vua thứ 27 của nước Yên - chư hầu nhà Chu trong lịch sử Trung Quốc.
Không rõ tên thật và thân thế của Điệu công. Năm 539 TCN, do Huệ công trọng dụng quan lại có nguồn gốc thấp hèn, các họ quý tộc nước Yên đuổi Huệ công. Năm 536 TCN, Huệ công mất ở Tề, người nước Yên lập Điệu công lên kế vị.
Tuy nhiên Điệu công chỉ làm vua 6 năm thì mất. Yên Cộng công lên nối ngôi.